# Каменно-медна епоха
Каменно-медната епоха (наричана също медна епоха, халколит или енеолит), (на старогръцки: χαλκός khalkos-мед + на старогръцки: λίθος lithos- камък; на латински: Chalkolithikum, Äneolithikum, aeneus) е епоха в развитието на човека, преход между неолита и бронзовата епоха, свързан с откриването на първия метал – медта. Терминът е въведен през 1876 г. от унгарския археолог Ференц Пулски на международния археологически конгрес, уточнявайки класификацията на Томпсън, в която бронзовата епоха следва пряко каменната.
Каменно-медната епоха обхваща приблизително периода 4800 – 4000 г. пр. Хр., като в някои райони на света продължава и до по-късно, а в други изобщо отсъства. Най-често халколитът се смята за ранен етап от бронзовата епоха, но някои учени го считат и за отделен период. През тази епоха се разпространяват медните оръдия на труда, които, въпреки че са меки и чупливи, са по-прецизни и по-качествени от предишните каменни. Въпреки това през целия период каменните остават по-често срещани поради все още примитивния начин на добив и обработка на метала. През този период хората откриват за пръв път и други метали като злато, калай и др.
По времето на каменно-медната епоха започва изграждането на йерархична обществена система и се наблюдава по-голямо разделение на труда отколкото по-рано.
Най-важната находка в България от епохата на халколита е Варненският халколитен некропол, където е открито обработено злато. Златните предмети, открити в гробовете, наброяват 3000. Най-богатият от гробовете е гроб №43, в който е открит скелет на мъж с височина около 175 см (гигантски за времето си размери) и приблизителна възраст 40 – 43 години. Учени предполагат, че това е скелет на владетел, който е съвместявал и функциите на върховен жрец. Само в този гроб предметите са с тегло около 1,5 кг, а общо цялото съкровище – над 6 кг.
Това са доказателства за най-старата европейска цивилизация, чието благосъстояние най-вероятно се дължи на добиването на каменна сол в близкия район около днешна Провадия и търговията с нея не само във вътрешността на европейския континент, но и на юг и югоизток, както и на североизток до днешна Русия.
В началото на 4-то хилядолетие настъпва дълговременен хиатус, причините за който учените не са в състояние да посочат. Нито това, как животът отново се е възродил, за да продължи с периода на Бронзовата епоха.